# Стольне
Сто́льне — село в Україні, у Менській міській громаді Корюківського району Чернігівської області, входить до Менської ОТГ. Населення становить 1406 осіб. Входить до Стольненського старостинського округу, до якого також входять села Дмитрівка, Чорногорці та Лазарівка. Село розташоване на обох берегах річки Думниці — притоки Десни, за 24 км від райцентру. За 7 км від села проходить автошлях Чернігів — Новгород-Сіверський.

## Історія
Місцевість була заселена ще в давнину. 1895 року в селі було знайдено скарб монет Царства Римського II століття, що свідчить про широкі торгові зв'язки місцевих мешканців з колоніями Імперії. Також археологами виявлено городище, залишки поселення і курганний могильник періоду Старої, Святої, Київської, Княжої Русі (IX—XIII століття).
У 1239 році поселення було повністю зруйноване Військом Хана Батия, Царя Татарського.
Тільки в XV ст. воно почало відроджуватися, перебуваючи тоді в складі Великого Князівства Литовського і Руського. З 1450-х років Великий Князь Литовський Олександр Казимирович надає Городи й Землі Чернігово-Сіверщини «для годування»Князям з Московщини, які попросили політичного притулку в Литві, тому що ворогували із Великим Князем Московським Іваном ІІІ, який саме розбудовував Царство Московське на Руїнах Татарщини. Але вже 1500 року в часи боротьби за владу на Литві ці Князі, вчинивши державну зраду, повертаються на державну службу до Князя Івана ІІІ, що спровокувало чергову московсько-литовську війну. У квітні 1500 року Город Чернігів був окупований Військом Московщини. За мирним договором 1503 р. майже всі сіверські землі відійшли до Великого Князівства Московського.
Лише в 1618 році, внаслідок походу на Москву військ Речі Посполитої, у складі яких воювали 20 тисяч Козаків Запоріжжя на чолі з Гетьманом Петром Конашевичем-Сагайдачним, згідно з Деулінським Перемир’ям, Чернігово-Сіверські Землі повернуто Короні і Речі Посполитій, а Город Чернігів став центром Воєводства Чернігівського. 
Село Стольне Король Польщі передав у володіння Чашнику Воєводства Чернігівського П.Салтику.
У червні 1648 р. селяни Стольного вигнали з Села Панів себто Лицарів Корони, вчинивши тим самим бунт проти влади Речі Посполитої. Цього року ж року внаслідок цих подій створюється Сотня, яка входила до складу Полку Чернігівського.
У Селі Стольному були зведені Преображенська і Покровська церкви, при них існували дві Козацькі Школи, богадільня. У 1660 р. універсалом Гетьмана Юрія Хмельницького Стольне було передано Обителі Святого Юрія Ветхоріздв'яній, що знаходилась в Городі Ніжині.
16 травня 1740 року від Р.Х. Цариця Руська і Імператриця Всеросійська Анна Іоанівна подарувала Містечко Стольне Генеральному Судді Малоросійської Військової Канцелярії, великому землевласникові Графу Імперії А. Я. Безбородьку. 
З 1782 р. Містечко Стольне увійшло до складу Новгород-Сіверського Намісництва, а з 1797 р. — у Волосківську Волость Сосницького Уїзду Малоросійської (а з 1802 р. Чернігівської) Губернії Імперії Всеросійської.
До цього часу мешканці Стольного поділялись на вільних, військових козаків та посполитих себто простих мирян, сільських християн приписаних до різних панських і церковних господарств (маєтків, економій). Козацьких дворів було 238 (31 — виборних козаків та 207 — підпомічників), посполитих — 68.

### Палац Графа Безбородька
До визначних зразків садиб доби класицизму на землях України належав палац графа О. А. Безбородька в Стольному. Особистий секретар імператриці Катерини ІІ (Грибовський) писав про володаря: 
| З 1776 по 1796 роки досяг він найперших чинів і отримав величезний спадок і незбагнені коштовності в речах і в грошах, не втрачаючи, однак, своєї високої репутації. |
Значні кошти і наближеність до двору імператриці дали змогу звертатися з замовленнями до придворного архітектора, яким був Джакомо Кваренгі. Виконуючи забаганку вельможі, Кваренгі створив проєкт садибного палацу Безбородька, ймовірно, вибудованого в селищі Стольне Чернігівської губернії. На жаль, палац не зберігся.

### Креслення архітектора
Дослідники мають копії поземного плану палацу Безбородька, який пов'язують зі Стольним. Монументальна садибна будівля мала всі ознаки палладіанства — мистецької течії, стилістики якої дотримувався Кваренгі. Двоповерховий палац мав типову для класицизму тричастинну композицію: велична центральна будівля, заокруглені (на півчверті кола) галереї і бічні одноповерхові павільйони. У парадний двір садиби (курдонер) відкривалися центральний портик палацу і заокруглені колонади галерей. Аскетичні стіни палацу мали дуже стримані оздоби у вигляді карнизів, міжповерхових поясів і сандриків над вікнами лише першого поверху. Колонади бічних галерей і високий портик на шість колон додавали парадності і привітності суворій і надто стриманій архітектурі палацу.
Симетричне внутрішнє розпланування палацу було порушене в частині ліворуч заради комфорту і розташування невеликих сходинок, непотрібних завеликими в сільській садибі. До того ж, невелика сходова клітка економила внутрішній простір.
Генерального плану всього комплексу або нема, або його ще не знайшли. Натяком на відсутність значних господарських флігелів слугують сходинки в заокруглених галереях, що вели в антресолі, де могли розміщатися кімнати для слуг і кріпаків.
Перешкоди вивченню проблеми палацу Безбородька в Стольному маємо через
- відсутність ентузіазму до вивчення надбання архітектора Кваренгі на землях України
- відсутність археологічних розкопок в Стольному на місці палацу
- вивіз креслень Кваренгі в Італію і відсутність написів на кресленнях, що це саме проект для Стольного.
- байдужість правлячих структур України до своєї історії й відсутності цього на законодавчому рівні

### Андріївська церква
У 1782 р. була споруджена Андріївська церква. Вона збудована в стилі класицизму над могилою батька О. А. Безбородька, колишнього Генерального писаря Андрія Безбородька. Мурована, квадратна у плані, однобанна, одноапсидна, з'єднана переходом з двох'ярусною дзвіницею. Збереглась до наших днів, відреставрована.

### XIX століття
У першій пол. XIX ст. населений пункт являв собою типове містечко. Тут розміщалася садиба графа. Діяли винокурний і цукровий заводи. Напередодні реформи 1861 р. (скасування кріпосного права) в Стольному налічувалося 3805 жителів. Одним з найбільших землевласників був граф Олександр Григорович Кушелев-Безбородько — правнук Григорія Розумовського.
Наприкінці XIX ст. найбільшим землевласником у містечку став граф Мусін-Пушкін. Біля Стольного він мав економію в тисячу гектарів.
У 1874 р. в Стольному відкрилося народне училище, на базі якого в 1883 році стала діяти двокласна міністерська школа. Функціонувала також парафіяльна школа. У 1883 р. був відкритий прийомний покій, у якому працював фельдшер. У 1899 році в Стольному запрацювала одна з перших в Чернігівській губернії бібліотека.
У 1895 р. повсталі селяни Стольного спалили обійстя поміщиків Зінець, титулярного радника Фокіна.

### ХХ століття
У роки революції 1905—1906 років селяни, батраки і робітники Стольного розгромили маєток поміщика Шевелева, вирубали чимало поміщицького лісу, страйкували в поміщицьких маєтках, вдавалися до інших форм протесту і боротьби. Після Столипінської земельної реформи деякі мешканці Стольного виїхали жити до Херсонської губернії в 1910 році: 80 чоловіків і 42 жінки.
Після закінчення громадянської війни в Стольному працювала лікарня на 5 ліжок і аптека. Медичну допомогу надавали лікар і фельдшер-акушерка. Напередодні Німецько-радянської війни кількість ліжок в лікарні досягла 25, працювало 7 медпрацівників, в тому числі 2 лікарів). Працювали дві семирічні школи (в 1940 р. вони об'єдналися і стали середньою школою). Для ліквідації неписьменності було організовано школу-лікнеп. Відкрився народний дім з лекційним залом і бібліотекою, діяв культурно-просвітницький гурток. У 1922 р. було відкрито дитячі ясла для 28 дітей з голодуючого Поволжя. Близько 30 сімей з Поволжя отримали притулок і були забезпечені одягом і продуктами харчування.
У 1923 р. Стольне ввійшло до складу Березнянського району й було віднесено до категорії сіл.
У 20-і роки в селі організовувалися різні об'єднання селян для колективного господарювання. В 1929 році всі господарства об'єдналися в одне під спільною назвою «Праця». В 1940 році господарство отримало мільйонні прибутки. Після Німецько-радянської війни господарство швидко піднялося і продовжувало успішно розвиватися. В 1976 р. колгоспу було присвоєно звання «Господарство високої культури землеробства». На базі господарства неодноразово проводилися республіканські і обласні семінари по обміну досвідом роботи. В Стольному побували делегації з Чехословаччини, Англії, Італії, Португалії, Мозамбіку та ін. країн. За високі показники в праці 54 жителі села нагороджені орденами і медалями, а завідувачу дільниці механізації П. І. Шишизі присвоєно звання Герой Соціалістичної Праці.
1960 року на громадських засадах відкрито краєзнавчий музей (засновник П. І. Ситий), якому в 1968 р. присвоєно звання народного.

### У незалежній Україні
До 2016 орган місцевого самоврядування — Стольненська сільська рада. 
У перші роки незалежності колгосп «Праця» було реорганізовано спочатку в КСП, а потім в ТОВ «Праця Стольне».
Нин в селі діють загальноосвітня школа, будинок культури на 450 місць, дві бібліотеки, лікарська амбулаторія, аптека, готельний комплекс, відділення зв'язку, ветлікарня, 7 магазинів.
12 червня 2020 року, відповідно до розпорядження Кабінету Міністрів України № 730-р «Про визначення адміністративних центрів та затвердження територій територіальних громад Чернігівської області», увійшло до складу Менської міської громади.
19 липня 2020 року, в результаті адміністративно-територіальної реформи та ліквідації Менського району, село увійшло до складу Корюківського району.

## Населення

### Мова
Розподіл населення за рідною мовою за даними перепису 2001 року:
| Мова            | Кількість | Відсоток |
| --------------- | --------- | -------- |
| українська      | 1922      | 98.41%   |
| російська       | 27        | 1.38%    |
| білоруська      | 1         | 0.05%    |
| гагаузька       | 1         | 0.05%    |
| болгарська      | 1         | 0.05%    |
| інші/не вказали | 1         | 0.06%    |
| Усього          | 1953      | 100%     |

## Туристичні об'єкти, природа
- Андріївська церква 1782 р.
- Краєзнавчий музей.
- Гончарна майстерня народного майстра — Луцук О. С.[5]
- Стольненський парк. Дендрологічного типу з системою ставків, заснований у XIX ст.
- Стольненське (заповідне урочище).
- Стольненські дуби (пам'ятка природи).
- Стольненські клени-явори (пам'ятка природи).

## Роди
У 1858 р. місцева козацька громада складалася з 2248 осіб, які належали до таких родів: Адерій, Андрійченко, Андрушка, Ахріменко, Бабич, Басанець, Безкоровайний, Берьозка, Бичок, Божок, Борщ, Бредюк, Виличенко, Виляй, Волоський, Вялько, Гаєнко, Галуза, Галушка, Галювець, Гаркавенко, Гоєнко, Гой, Головня, Горбач, Горлієнко (?), Городиський, Грипченко (?), Гуменець, Гурин, Демченко, Дівицький, Дорошенко, Жовтобрух, Залога, Заплівака, Зубрій, Коваленко, Колюжний, Компанець, Кондратенко, Корж, Костюченко, Костяний, Кот, Крутько, Кукса, Кульман, Купрієвський, Купрошевич (?), Курдюк, Лазаренко, Лазебний, Лапенко, Лебедь, Левченко, Лимань, Лісовий, Любенко, Макарець, Максименко, Мандровний, Маринченко, Мафодієнко, Мафодій, Мироненко, Мишастий, Можега (?), Молибог, Мороз, Москаленко, Москаль, Москат, Некляса, Нестюк, Нечай, Ніжинець, Облавацький, Оношко, Орда, Отрошенко, Павлюк, Панпушка, Петрук, Пилипенко, Пітель (?), Пойда, Полатай, Помилай, Помилой (?), Рак, Ралко, Решетько, Романько, Руденко, Савченко, Саєнко, Сакун, Семененко, Семенченко, Сердюк, Симоненко, Сиромля, Сіпирович, Скрипка, Скрипченко, Слюсаревич, Спролинь (Спромень?), Стельмах, Стороженко, Суханос, Сухонос, Табана (Табала?), Терещенко, Тесля, Тидень, Тимченко, Товстенко, Улька, Ушенський (?), Харченко, Храненко, Царенко, Ципак, Черевко, Чорт, Шевченко, Шиленко, Шкурка («Терентия Шкурки»), Шміль, Шостак, Штокол (?), Щепун, Юрченко, Янголь.

## Галерея

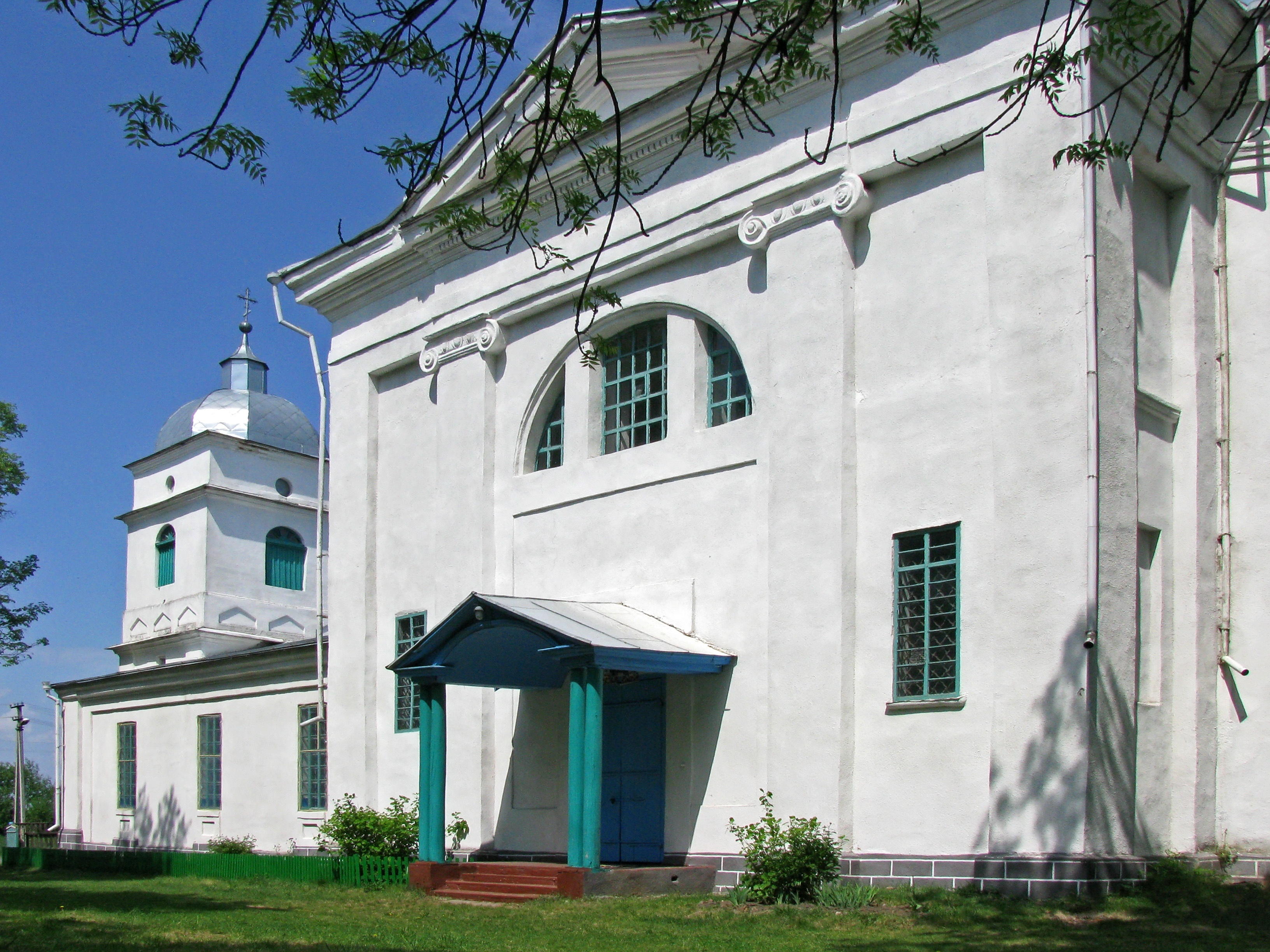
Андріївська церква
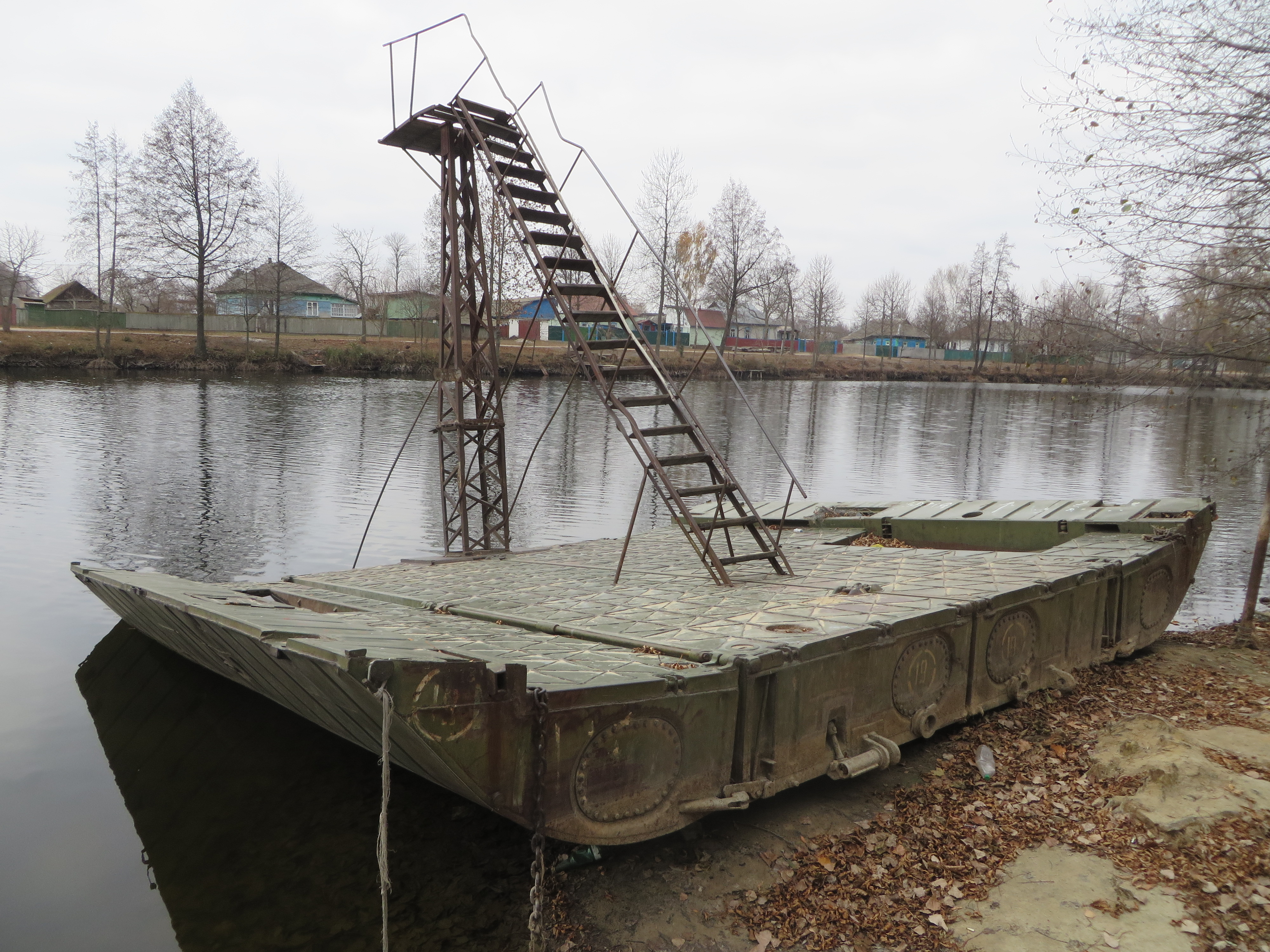
Вишка на пляжі Думниці
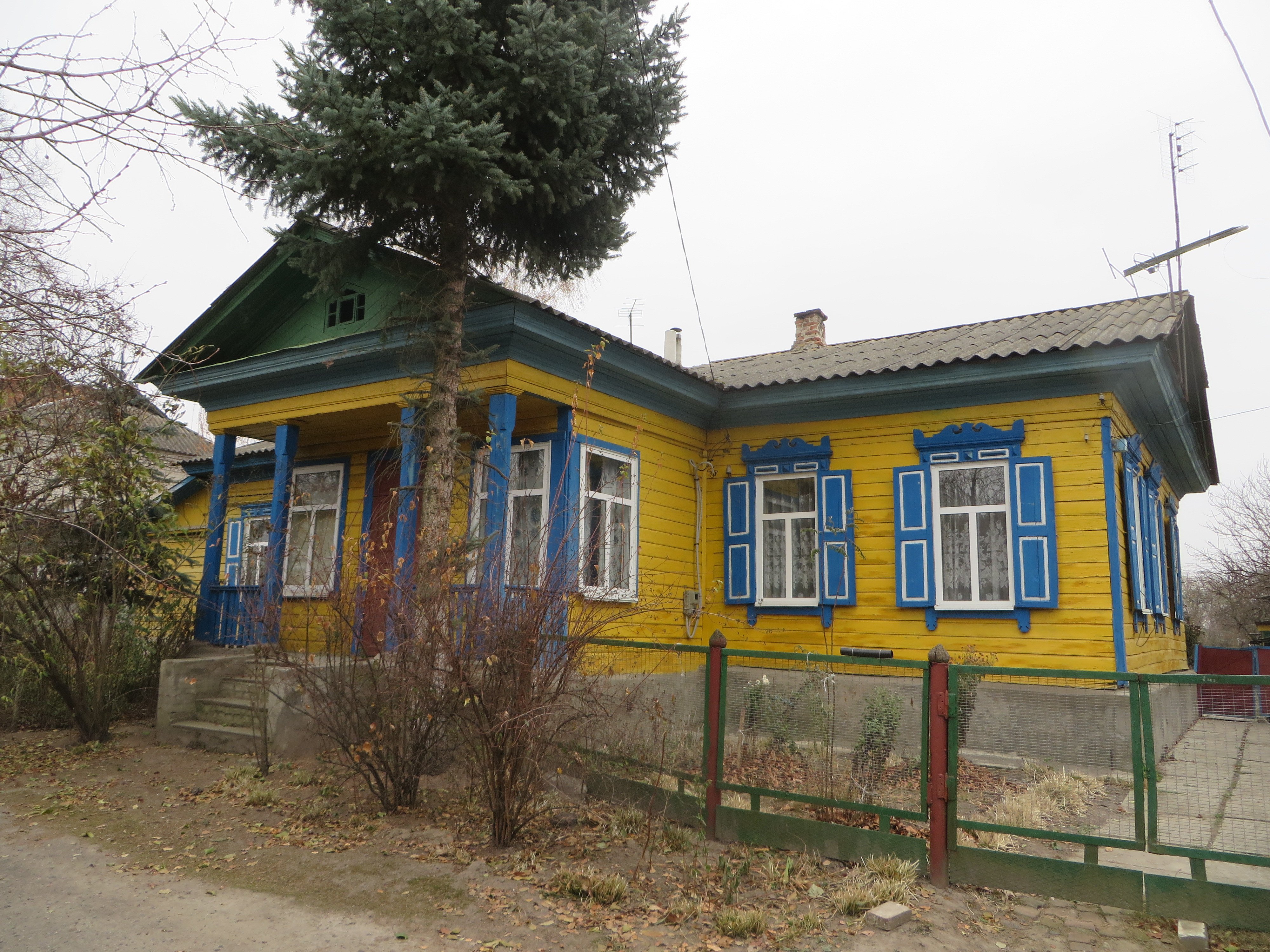
Типова (історична) дерев’яна поліська хата
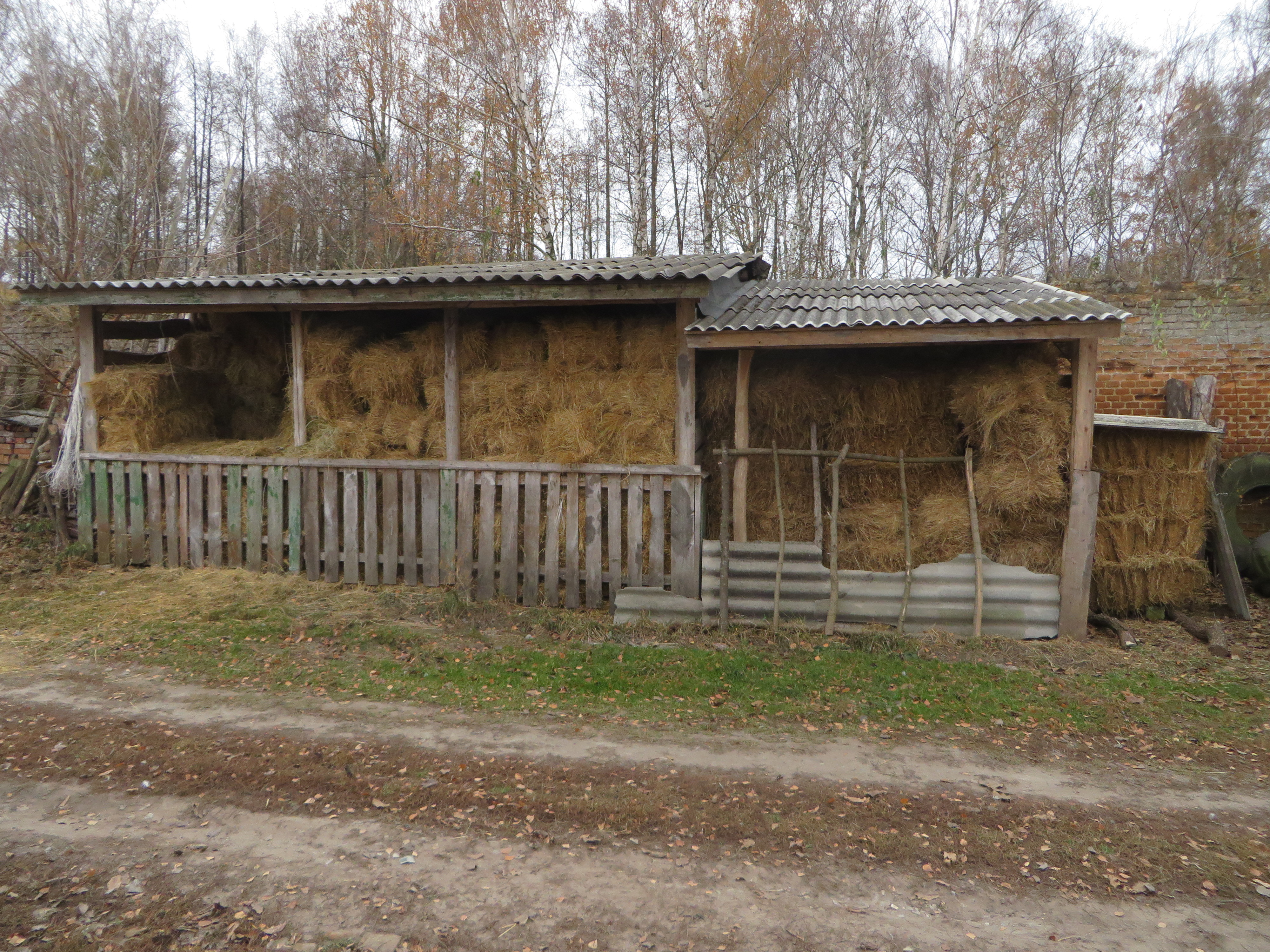
Клуня
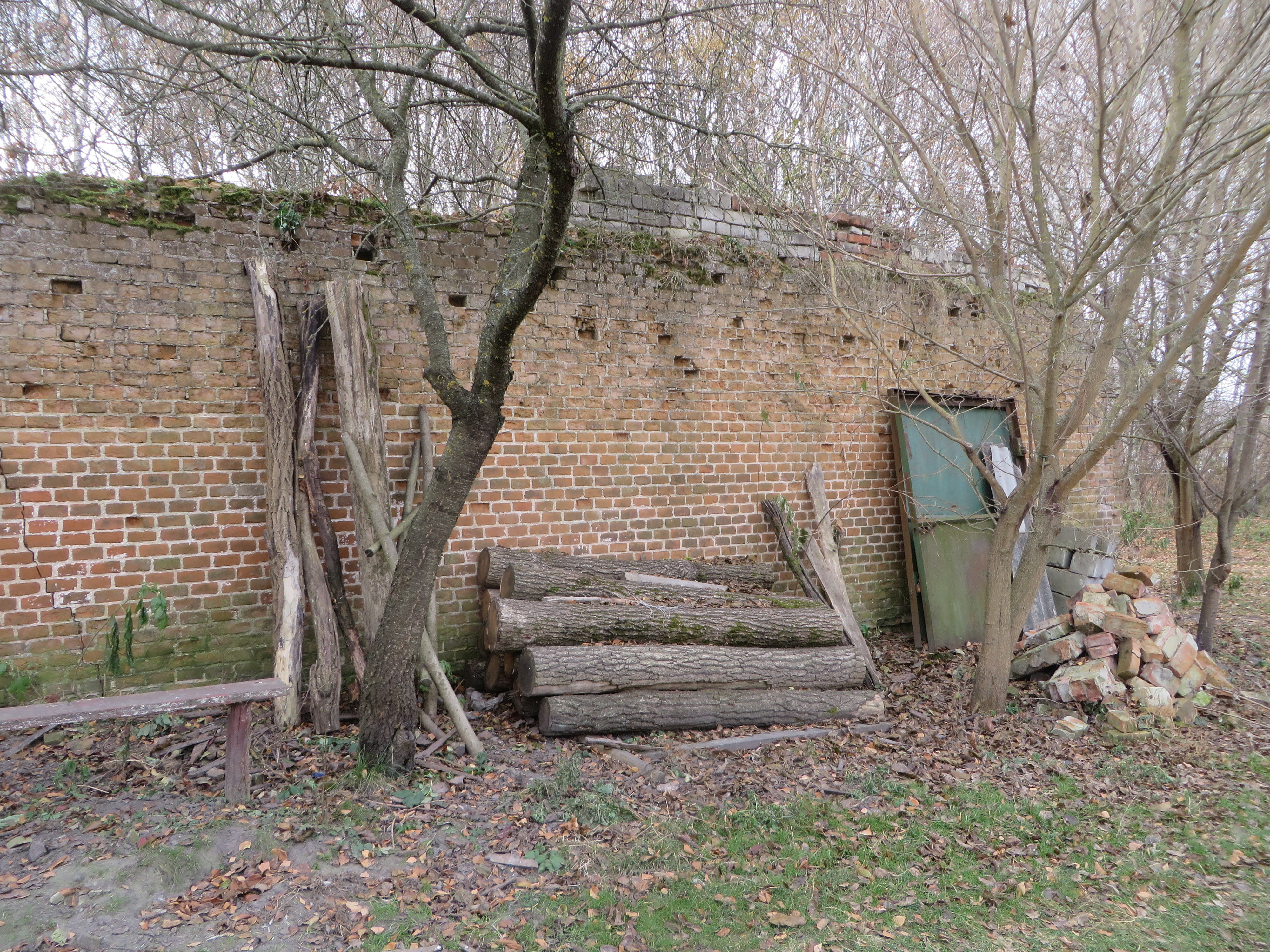
Стіна колишнього маєтку
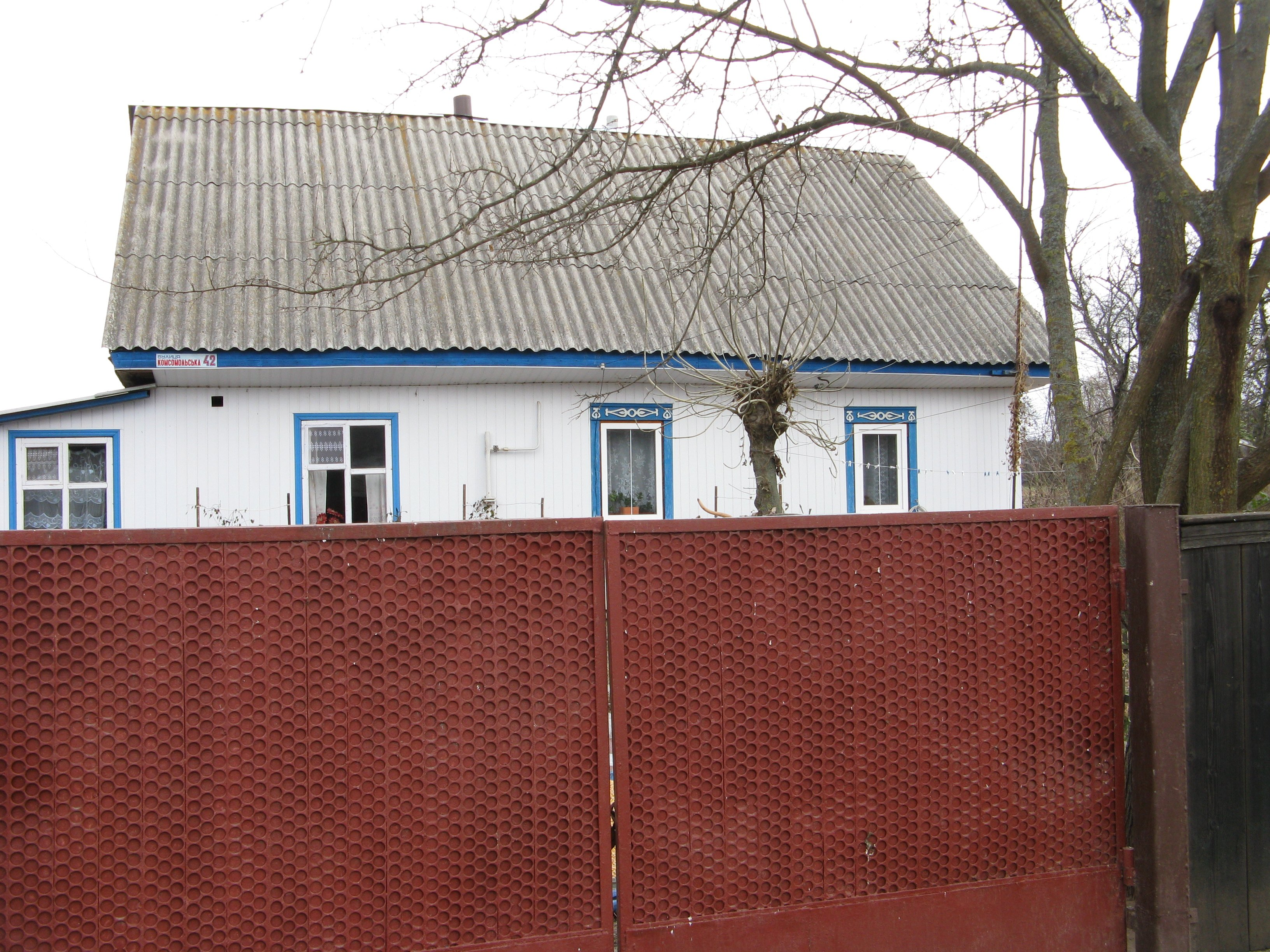
Типова, більш сучасна хата
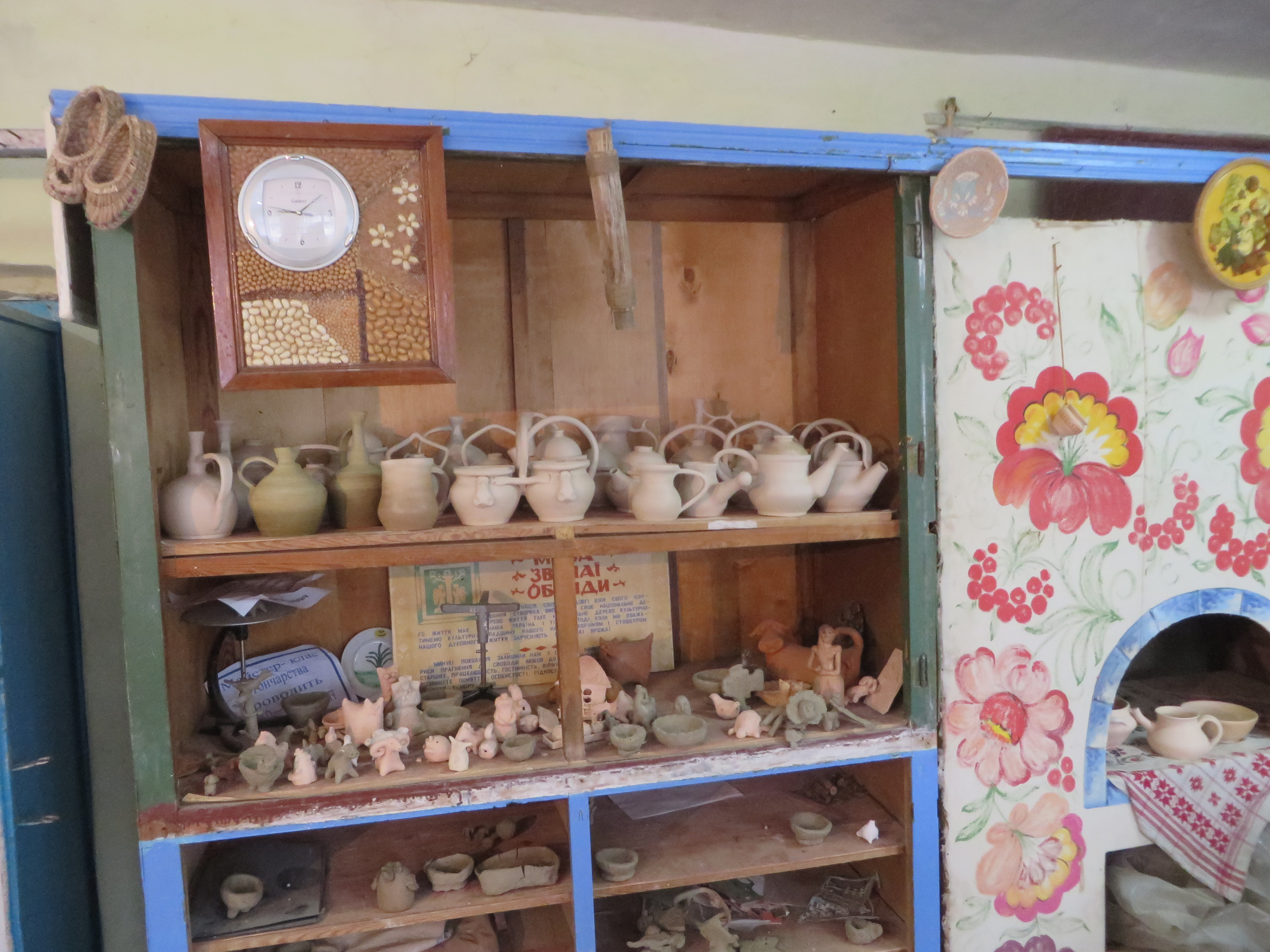
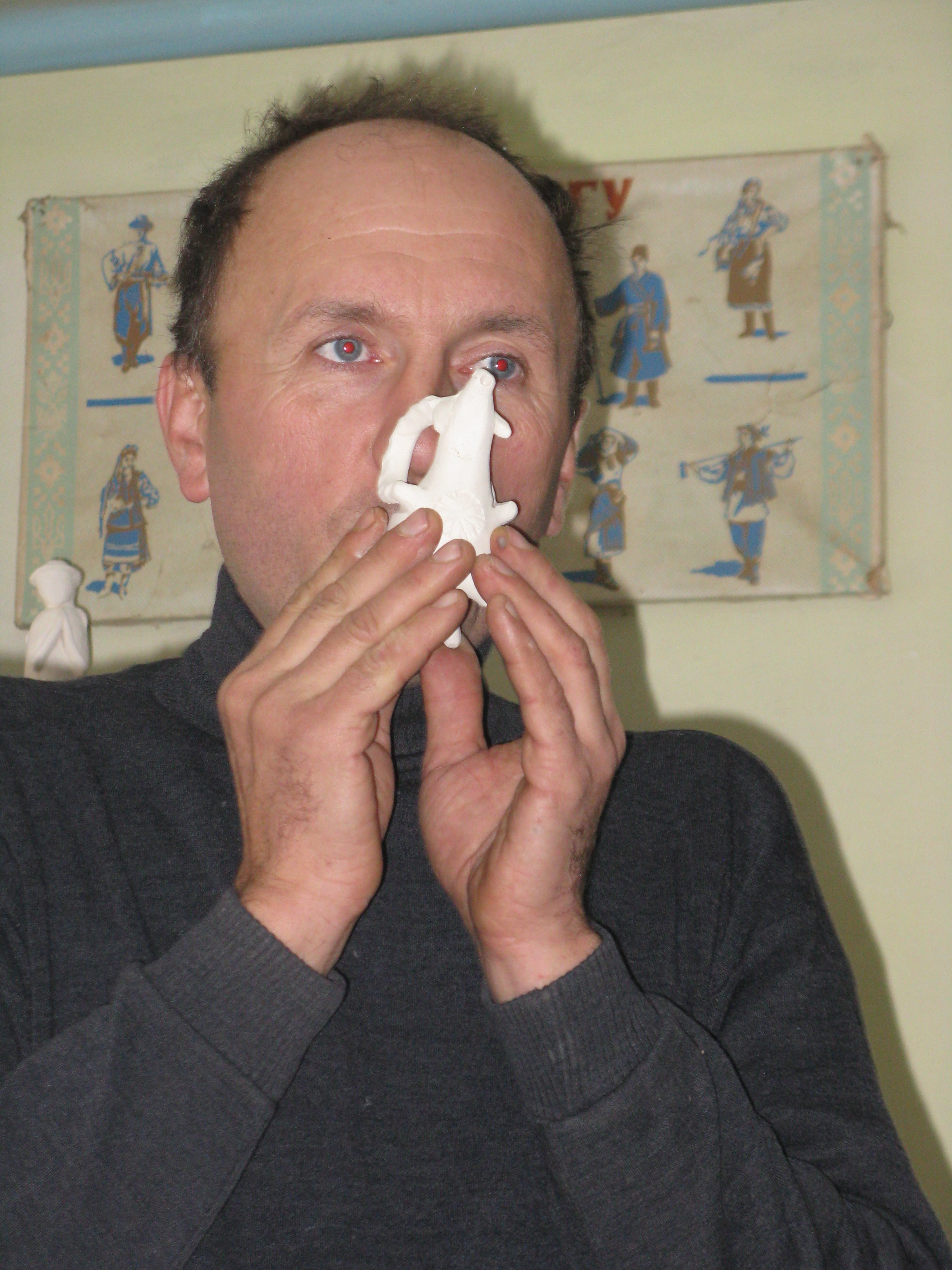
Луцук Олег, гончар
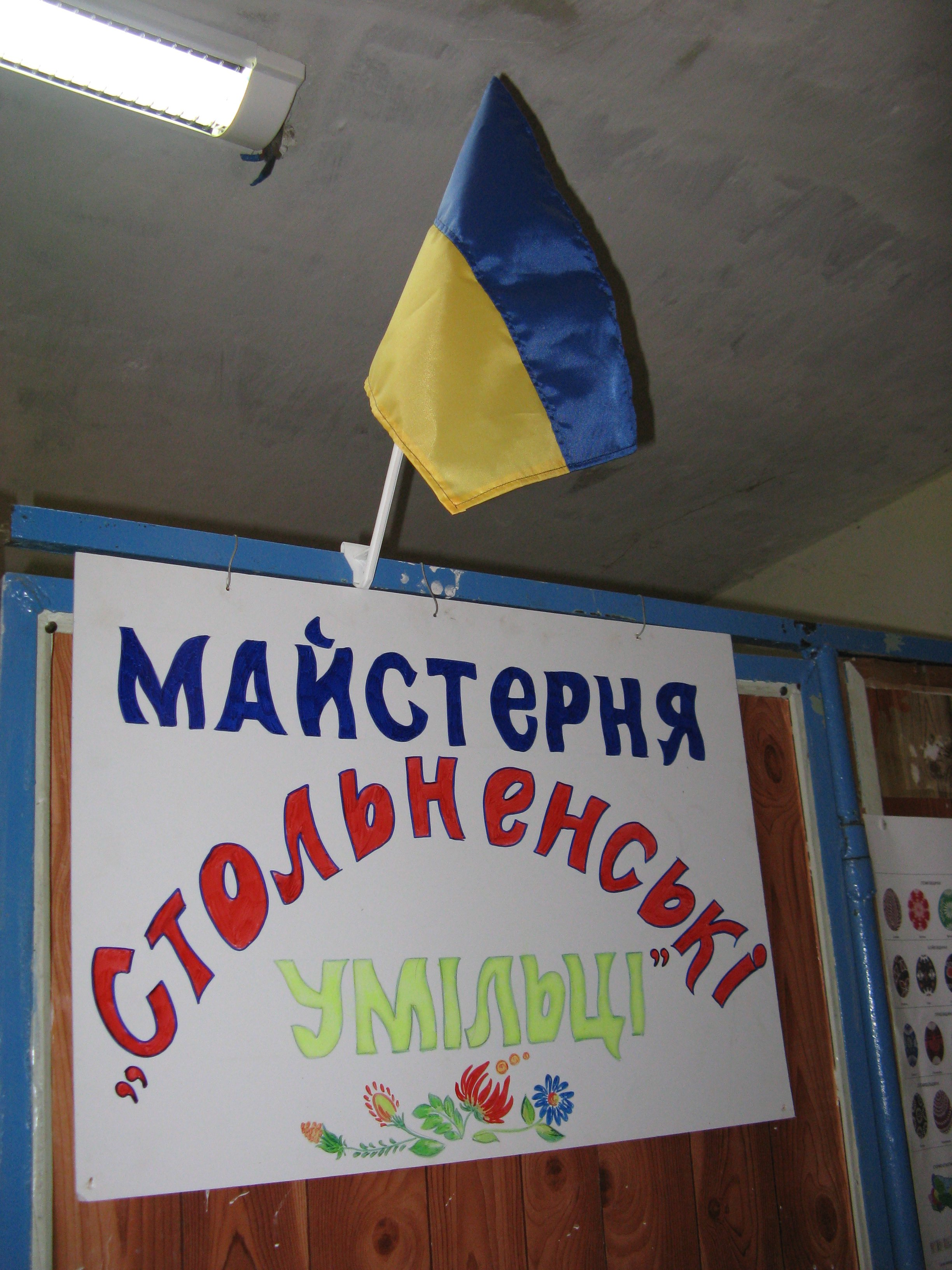
Гончарська майстерня "Стольненські умільці"
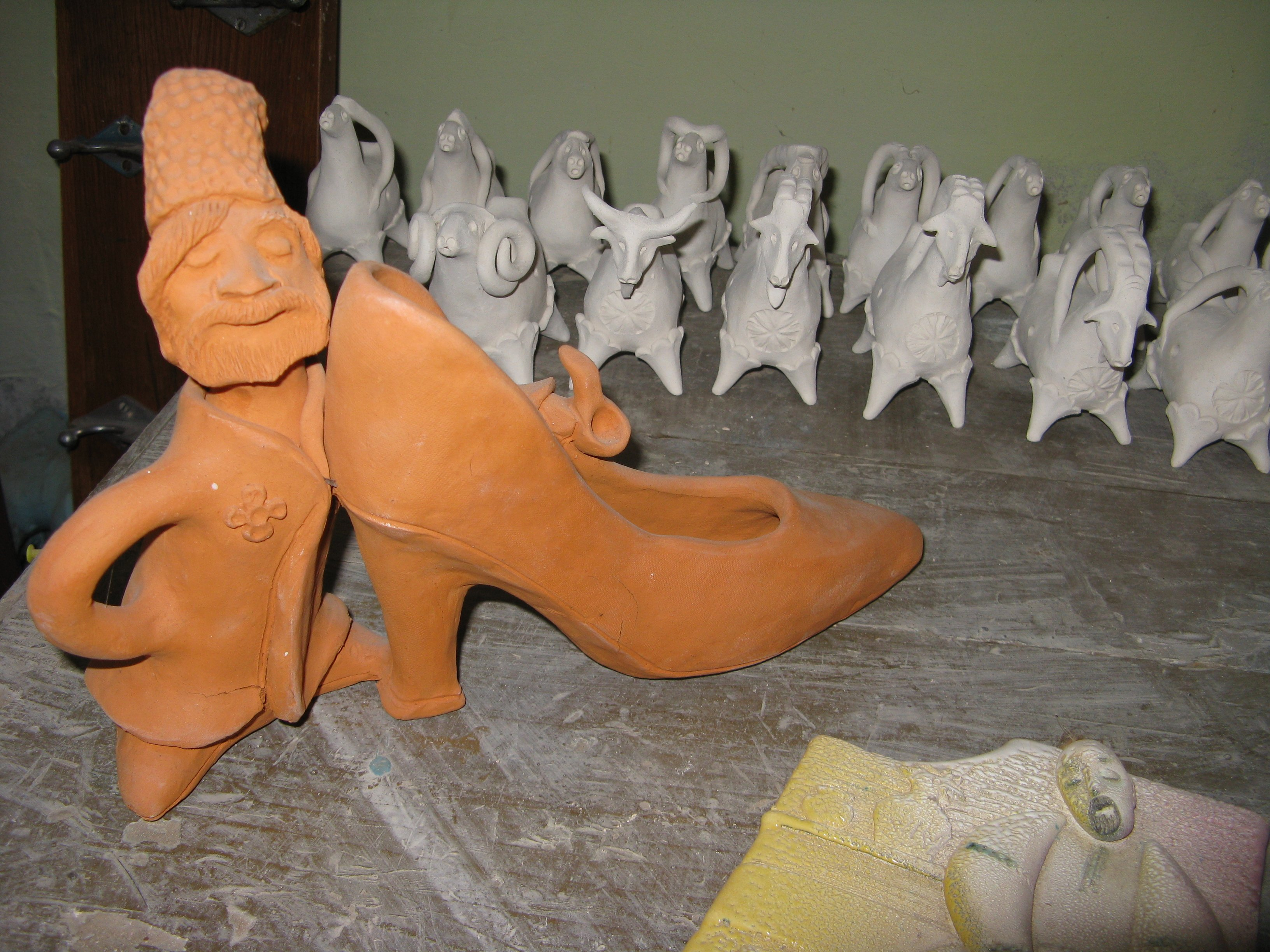
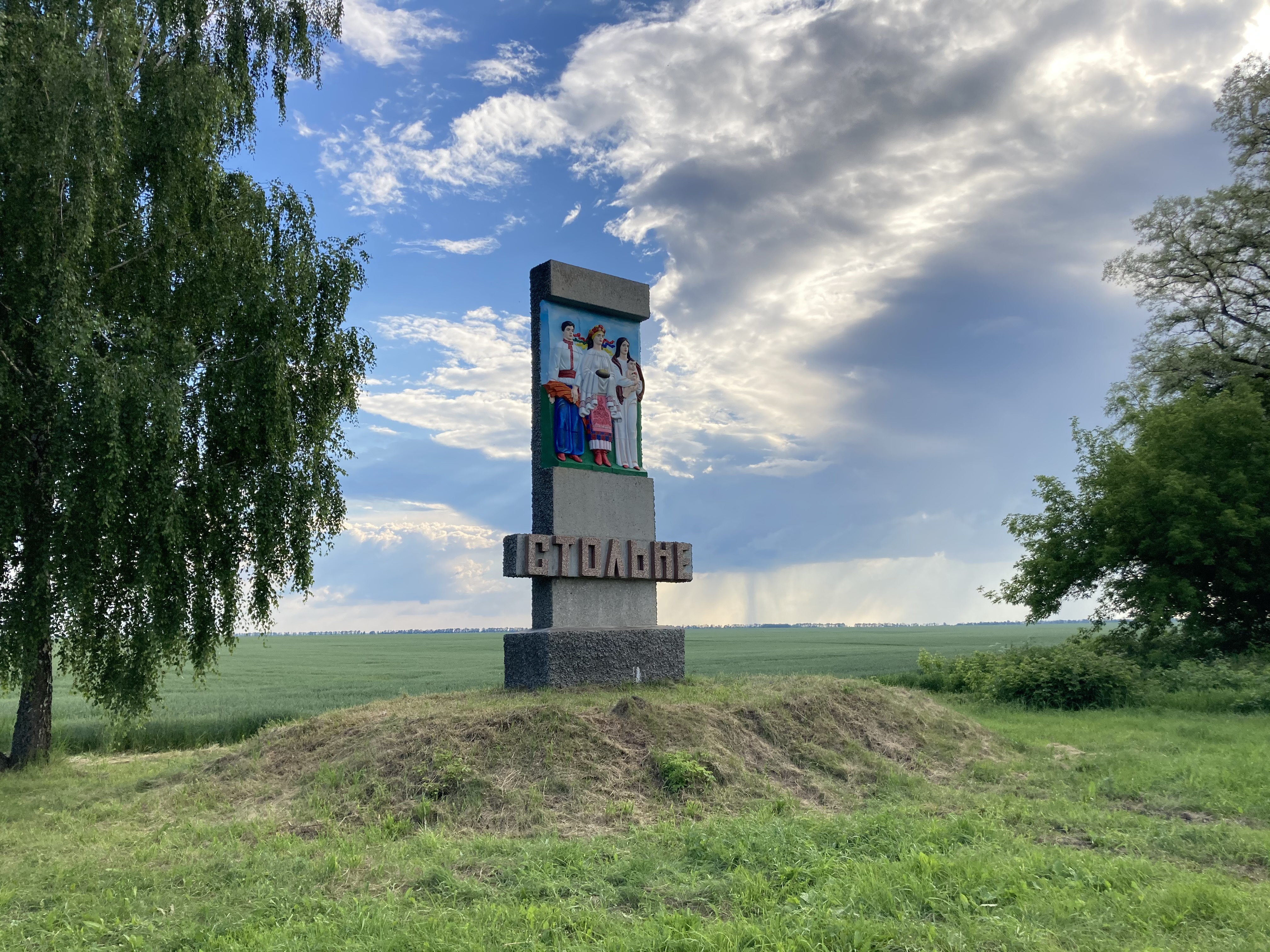
Стелла на 50-км
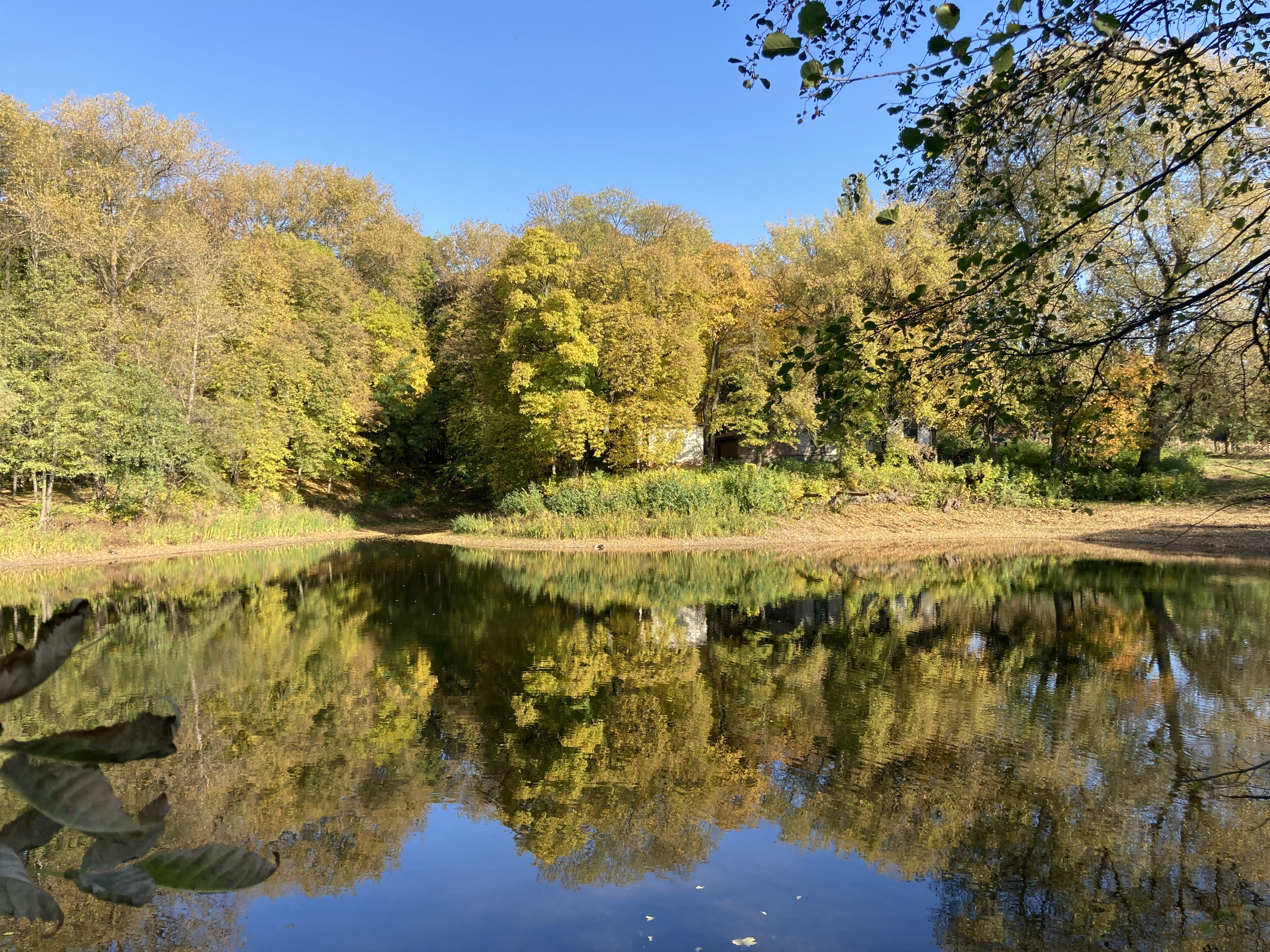
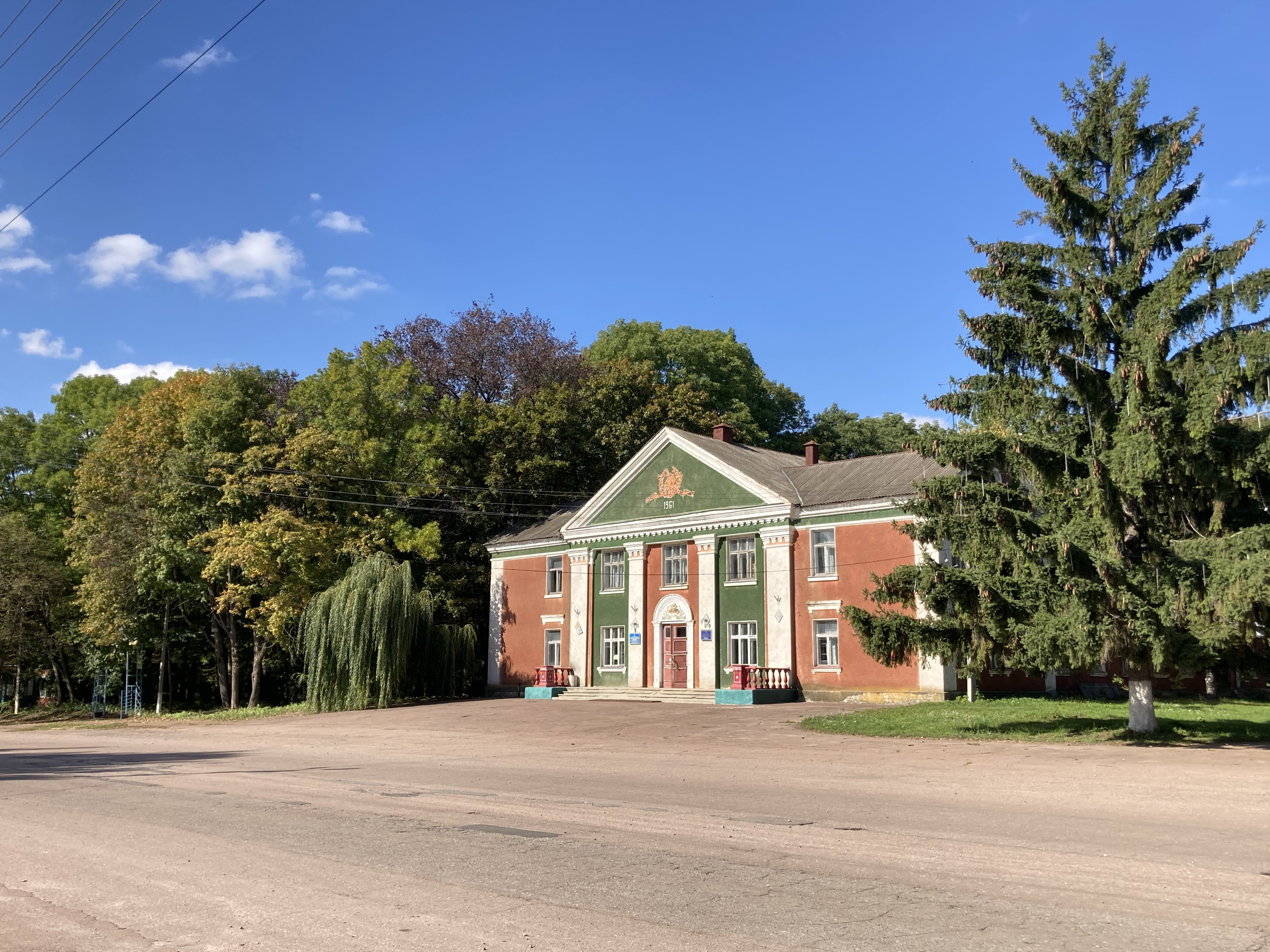

## Відомі люди
- Андрій Безбородько, Генеральний писар Малоросійської колегії, а також при гетьмануванні Кирила Розумовського; після відставки проживав у Стольному (1762—1780), займаючись господарством
- Бредюк Іван Кирилович — залізничний службовець Китайсько-Східньої залізниці, член української православної парафії у Харбіні (Китай), в 1930-х рр. офірував кошти на будівництво Свято-Покровського храму парафії
- Бредюк П. Ф. — український художник, член спілки художників України
- Бурлак Микола Михайлович (1987-2014) — старший солдат Збройних сил України, учасник російсько-української війни.
- Курдюк М. Г. — відомий еколог, журналіст, кандидат біологічних наук, фахівець паркотворення
- Симоненко Д. Г. — відомий кобзар, учень кобзаря Т.Пархоменка
- Сподаренко Іван Васильович — український журналіст і політик
- Із Стольного бере початок династія вчених Кістяківських, засновник якої — управитель графського маєтку О. В. Кістяківський. Олександр, онук Омеляна Кістяківського, був вченим-медиком, громадським діячем, його син Ігор — міністр внутрішніх справ в уряді гетьмана П. П. Скоропадського. Другий син Володимир — від 1929 року дійсний член АН СРСР і електрохімічного товариства в Нью-Йорку, від 1934 р. — директор колоїдно-електро-хімічного інституту АН СРСР. Третій син, Богдан, допомагав В. І. Вернадському в організації Української Академії наук. Сини Б.Кістяківського : Олександр — доктор біології, професор Київського університету, Георгій (Джордж)  — віце-президент Американської національної академії наук, був членом Американського комітету національної оборони і одним із авторів та організаторів створення атомної бомби, пізніше — активний борець за ядерне роззброєння
- Луцук Олег Станіславович — народний майстер, гончар, іграшкар.